# الكلب الأكبر (كوكبة)

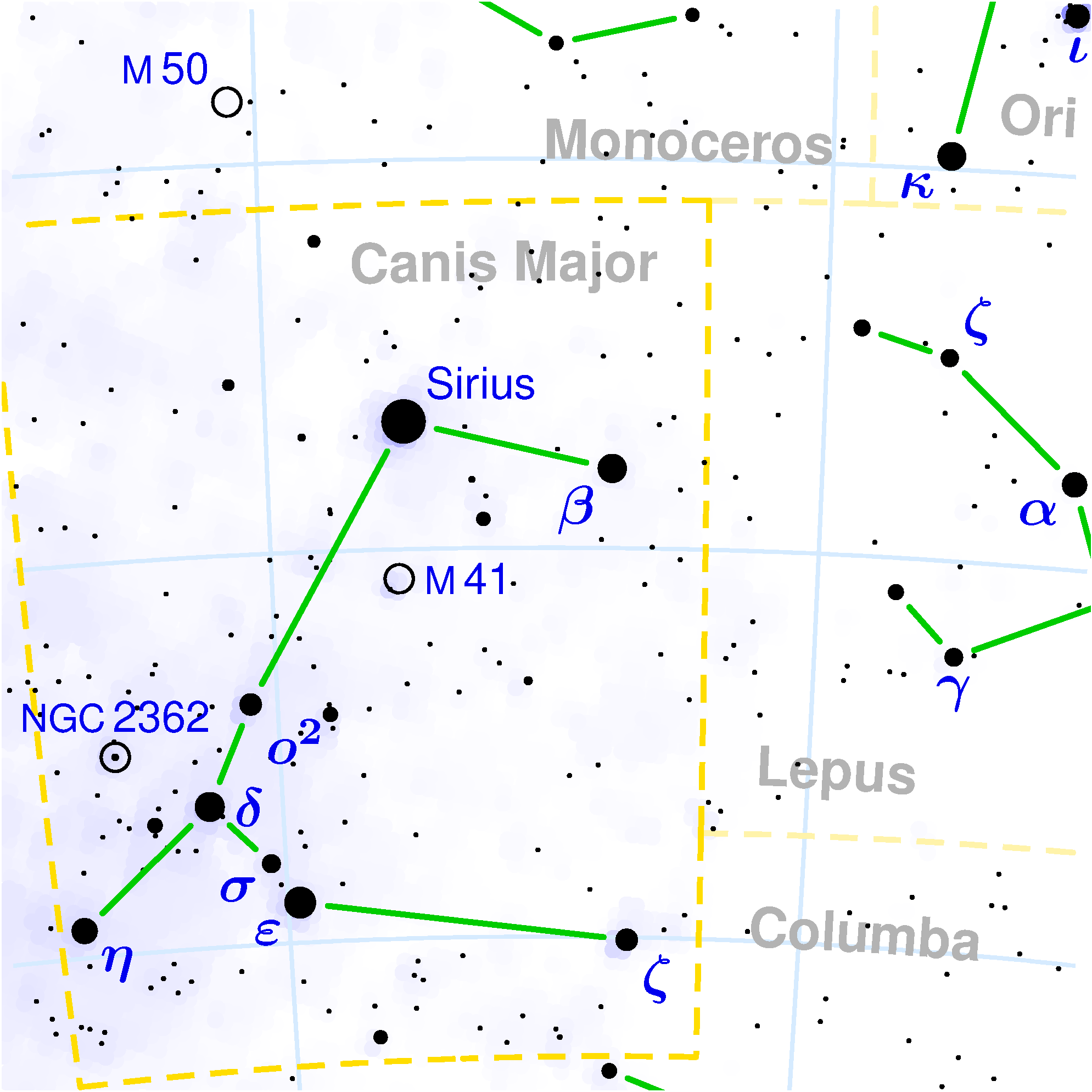
كوكبة الكلب الأكبر / Canis major

كوكبة الكلب الأكبر (باللاتينية: Canis Major) هي مجموعة نجوم لافتة وساطعة تقع إلى الجنوب من خط الاستواء السماوي في الجزء الشمالي من الكرة الأرضية جنوب شرقي كوكبة الجبار. النجوم الثلاثة التي تشكل حزام الجبار تشير نحو نجم الشعرى اليمانية في كوكبة الكلب الأكبر. الشعرى اليمانية بدورها تشكل الطرف الجنوبي لما يسمى بمسدس الشتاء.
بالإمكان مشاهدة الكلب الأكبر قرب الأفق شتاء في وسط أوروبا. إلا أن الأجزاء الجنوبية منه لا يمكن مراقبتها من اسكندينافيا.
يمر شريط مجرة درب التبانة في كوكبة الكلب الأكبر، مما يعني تواجد العديد من السدائم والمجموعات النجمية فيه.

## اهتمام النجوم
الكلب الكبير (سيريوس) هو ألمع نجمة في سماء الليل. هذا هو نجم أبيض—مزرق مسافة 8.6 سنة ضوئية وضوح هو 1.46 من الدرجة. سيريوس هو في الواقع نجمة مزدوجة، لكن شريكه، دعت جرو، هو قزم أبيض مع مشرق، 8.3 درجة، ونظرا لاختلافات كبيرة في السطوع بين اثنين من النجوم، من الصعب جدا لإشعار. المدار النجمين كل الدورات الأخرى من 50 عاما. معنى النجمة «حرق»، وذلك لأن موجة الحر في الصيف المقبل بعد شروق الشمس السماوية. وأشار الإغريق إلى أيام موجة حر كما الكلاب عليهم، لأن الكلاب فقط يركض في مثل هذه الحرارة (في مقابل التجميد)، وبالتالي الإشارة جاءت من سيريوس والكلب كلب كلب مجموعة كبيرة.
β كلب كبير (Mirzam) هي المسافة العملاقة الزرقاء من حوالي 500 سنة ضوئية. سطوع ويختلف قليلا بين 1.95 و2.0 درجة. انه يعني اسم «الرسول» لأنه يضيء قليلا قبل سيريوس و«اللحم» على شروق الشمس المتوقع.
δ كلب كبير (دخلت) حوالي—على مسافة كبيرة من الصفراء 1800 سنة ضوئية ومشرق 1.8 درجة، بحيث ألمع نجوم المركز الثالث في المجموعة.
ε كلب كبير (عظم السمكة) هي المسافة عملاق أزرق من 430 سنة ضوئية والضوء 1.5 درجة هو النجم الثاني ألمع في المجموعة. النجم يبعث اشعاعات قوية من أشعة الشمس على الرغم من 20,000 تم العثور على مسافة سيريوس (8.6 سنة ضوئية) 15 مرات أسرع فينوس ويمكننا أن نرى في وضح النهار. مثل سيريوس، هي أيضا نجمة مزدوجة مع زوج من ضوء خافت جدا مع 7.5 درجة بسبب الاختلافات في أحجام، ونحن نرى فقط تلسكوب كبير.
η كلب كبير (Alodra) حوالي—مسافة كبيرة زرقاء من 3000 سنة ضوئية. النجم تتضخم والعقود سطوع يتراوح بين 2.4 و2.5 درجة.
ζ الكلب الكبير (Forod) هو نجم أبيض—مزرق مسافة حوالي -336 سنوات من الضوء الساطع والخطوة 3. وقد نجم الزوج ممل لاظهار وجودها إلا من خلال اكتشف المسح الطيفي. مدار النجوم بعضها البعض في حلقة مفرغة من 675 يوما.
VY الكلب الكبير هو أكبر نجمة معروفة للإنسان. هذا هو عن—عملاق أحمر أنابيب على الارجح مرات 1800-2100 القطر الشمسية. وعلى سبيل المقارنة، كلب كبير وكان VY محل الشمس، وكان المسار زحل كليا داخل النجم. وعلى الرغم من زيادة VY غير مرئية أو مناظير حتى مجهزة وذلك بسبب المسافة، ما يقرب من 5000 سنة ضوئية، سطوع مرئيا فقط 9.5 درجة.

## سماء أخرى مثيرة للاهتمام الهيئات
وتقع كتلة فتح M41 -2 حول 300 سنة ضوئية ضوء صمة عار مع نظرة 4.6 درجة عن 4 درجات جنوب سيريوس. يمكن للمقارِيب رؤية العشرات من النجوم الساطعة مع صفوف 7 و8.
NGC2362 آخر هو كتلة فتح التي تحتوي على العشرات من النجوم التي يمكن أن ترى من خلال المِقراب. وتقع المجموعة في جميع أنحاء نجمة "τ" الكلب الكبير.

## ميثولوجيا
وتعرف هذه الكوكبة في الشرق الأدنى آلاف السنين. الفترة الكلاسيكية في أوروبا تمثل هذه المجموعة معظم Lyelapas، Actaon الكلب في الصيد، وأحيانا من ولع Prookris، حورية من أرتميس، أو واحد التي قدمها إيوس Akfius، الذي كان معروفا للجميع—أن خفة الحركة زيوس Shiabcv في السماء. يمثل الطريق—على كلب كبير (أو سيريوس وحدها) الكلب اوريون الصيد، ومطاردة الأرانب ويساعد على أوريون للقتال الثور، وعلاج ذلك له Aratoas، هوميروس وHesiod. الإغريق المشار إليها إلا كلب واحد، وآخر العصر الروماني حتى الكلب الصغير الجوزاء، القسم الثاني.
الرجوع إلى الأساطير الرومانية فضلا عن كلب كبير Stuc الأوروبي "-- وهو كلب حراسة أوروبا، فشلت في منع اختطافها من قبل المشتري في شكل ثور، وكما سيربيروس، الوكالة الدولية للعالم الرذيلة.
شاحب النجوم لأنه لا يمكنك أن تقرر ما إذا كان الكلب ينتقل إلى أعلى أو أسفل الطائرة من Ahmilka. عندما ينظر إلى أسفل، لأن سيريوس هو الكلب نفسه، والأساطير اليونانية القديمة، ويعتقد بعض الأحيان اثنين من الكلب—رؤساء. على هذا النحو، إلى جانب منطقة فارغة من السماء (التي تملكها الآن الابراج شاحب الزرافة الوشق) وغيرها على الجوزاء (درب التبانة، الجوزاء (كوكبة) أوريون السائق) قد يكون له كلب كبير وكان مصدر الأغنام Greeon أسطورة، واحدة من 09:58 المهام هرقل.